# Cory Lidle
Cory Fulton Lidle, né le 22 mars 1972 à Hollywood, Californie, et mort le 11 octobre 2006 à New York, lorsque son petit avion a percuté un immeuble, est un joueur américain de baseball. Lanceur droitier, il a évolué pendant 10 saisons pour sept équipes différentes dans la Ligue majeure de baseball. Sa mort intervient quatre jours après l'élimination de la dernière équipe dont il a porté les couleurs, les Yankees de New York.

## Carrière
Cory Lidle a signé comme agent libre avec les Twins du Minnesota en 1990, mais n'a jamais porté les couleurs physiques de cette équipe. Libéré par l'équipe en 1993, il signera avec les Brewers de Milwaukee, qui ne l'emploieront pas davantage mais l'échangeront en 1996 aux Mets de New York. Le droitier fera ses débuts dans les majeures avec les Mets le 8 mars 1997.
Le 30 juillet 2006, les Yankees, alors en pleine course au championnat, font l'acquisition de Cory Lidle et du voltigeur Bobby Abreu, qui évoluaient avec les Phillies de Philadelphie. En retour, les Yankees cèdent le releveur gaucher Matt Smith et trois joueurs des ligues mineures : le receveur Jesus Sanchez, le lanceur droitier Carlos Monasterios et le joueur d'arrêt-court C.J. Henry, qui fut leur choix de première ronde au repêchage de 2005. 
Les Yankees seront éliminés par les Tigers de Détroit en série de division de la Ligue américaine le 7 octobre 2006. 
Le dossier de Cory Lidle comme lanceur dans les Ligues majeures est de 82 victoires et 72 défaites.

## Décès
Le 11 octobre 2006, à bord de son avion personnel, un monomoteur Cirrus SR-20, Cory Lidle et son instructeur percutent un immeuble du quartier Upper East Side à New York. Son passeport est retrouvé non loin des lieux de l'accident dans lequel les deux hommes sont tués sur le coup et seize personnes sont blessées.
Cory Lidle prenait des leçons de pilotage depuis sept mois.